# Obuchiw
Obuchiw (ukrainisch Обухів; russisch Обухов Obuchow) ist eine Stadt in der zentralukrainischen Oblast Kiew mit etwa 32.600 Einwohnern (2024)
Die Stadt liegt etwa 45 km südlich von Kiew und nahe der Stadt Ukrajinka am rechten Ufer des Dnepr. Die Nähe zu Kiew macht Obuchiw attraktiv für Pendler. In der Stadt kreuzen sich die Fernstraße N 01 und die Regionalstraße P–19.

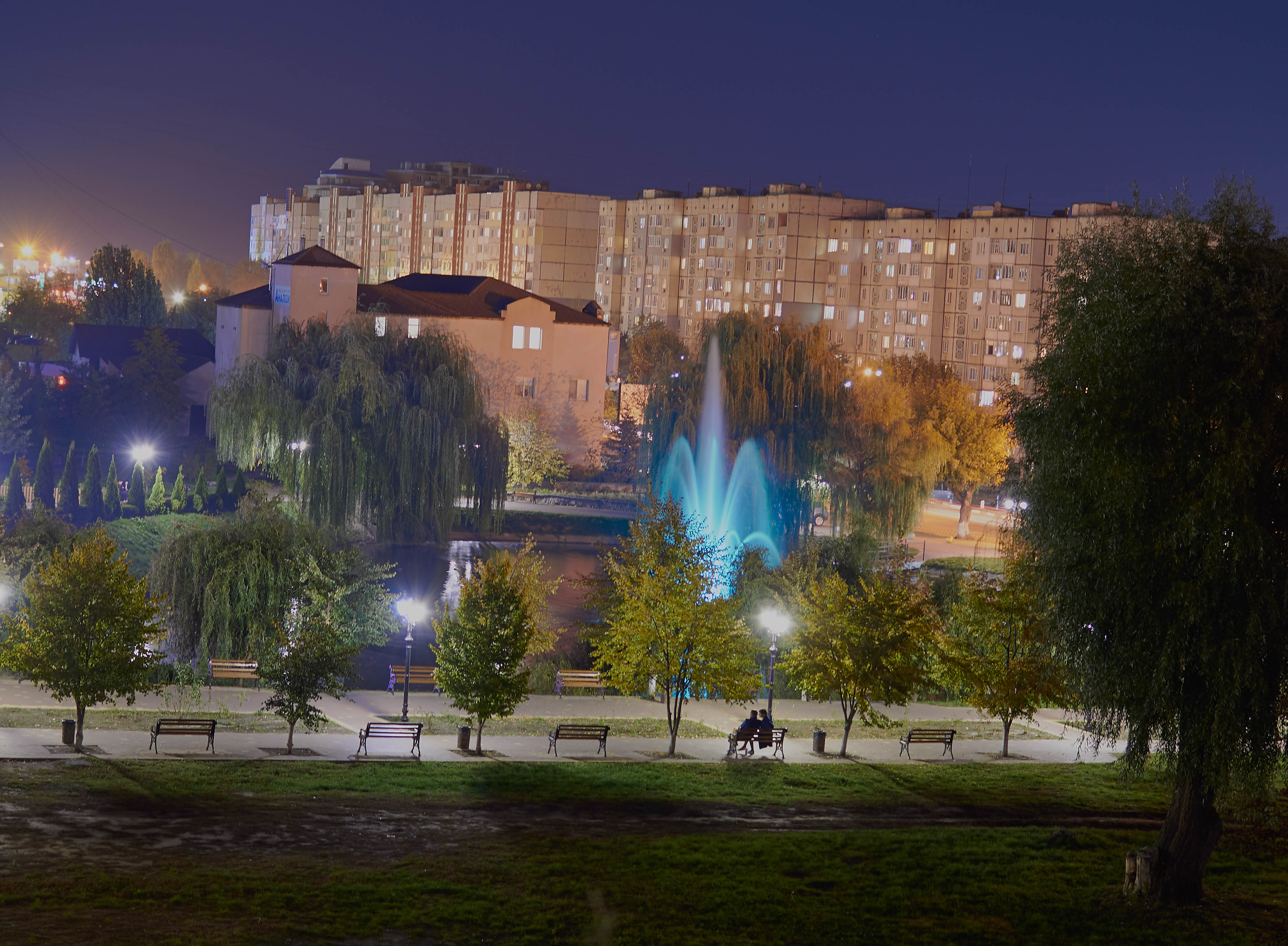
Stadtzentrum 2018

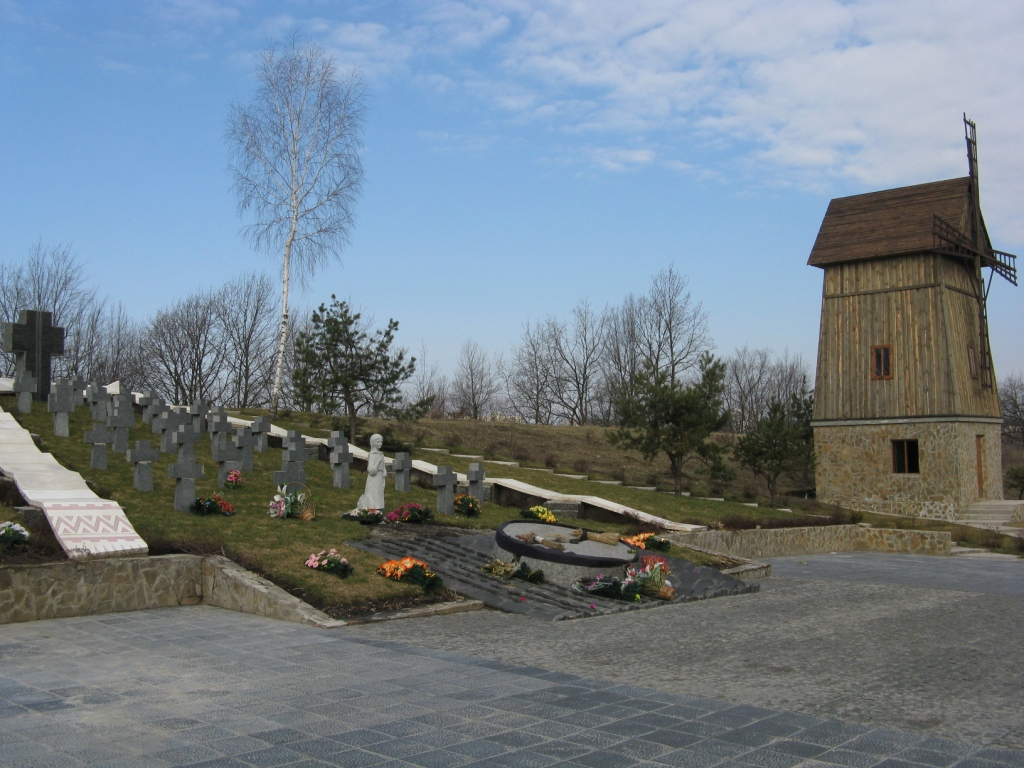
Holodomor-Gedenkstätte in Obuchiw

Die erstmals im 14. Jahrhundert schriftlich erwähnte Stadt stand zwischen dem 10. Juli 2010 und Juli 2020 nicht unter Rajonsverwaltung, sondern direkt der Oblastverwaltung. Sie blieb aber das Verwaltungszentrum des Rajons Obuchiw.

## Verwaltungsgliederung
Am 12. Juni 2020 wurde die Stadt zum Zentrum der neugegründeten Stadtgemeinde Obuchiw (Обухівська міська громада/Obuchiwska miska hromada). Zu dieser zählen die 24 in der untenstehenden Tabelle aufgelisteten Dörfer, bis dahin bildete sie zusammen mit den Dörfern Lendy und Tazenky die gleichnamige Stadtratsgemeinde Obuchiw (Обухівська міська рада/Obuchiwska miska rada) unter Oblastverwaltung stehend im Zentrum des ihn umgebenden Rajons Obuchiw.
Am 17. Juli 2020 kam es im Zuge einer großen Rajonsreform zum Anschluss des Rajonsgebietes an den Rajon Obuchiw.
Folgende Orte sind neben dem Hauptort Obuchiw Teil der Gemeinde:
| Name                     | Name            | Name                                 |
| ukrainisch transkribiert | ukrainisch      | russisch                             |
| ------------------------ | --------------- | ------------------------------------ |
| Besimenne                | Безіменне       | Безымянное (Besymjannoje)            |
| Derewjana                | Дерев’яна       | Деревянная (Derewjannaja)            |
| Deremesna                | Деремезна       | Деремезна                            |
| Dolyna                   | Долина          | Долина (Dolina)                      |
| Hermaniwka               | Германівка      | Германовка (Germanowka)              |
| Hryhoriwka               | Григорівка      | Григоровка (Grigorowka)              |
| Hussatschiwka            | Гусачівка       | Гусачевка (Gussatschewka)            |
| Kosijiwka                | Козіївка        | Козиевка (Kosijewka)                 |
| Kopatschiw               | Копачів         | Копачов (Kopatschow)                 |
| Krasna Slobidka          | Красна Слобідка | Красная Слободка (Krasnaja Slobodka) |
| Krasne Persche           | Красне Перше    | Красное Первое (Krasnoje Perwoje)    |
| Kuli                     | Кулі            | Кули                                 |
| Lendy                    | Ленди           | Ленды                                |
| Makariwka                | Макарівка       | Макаровка (Makarowka)                |
| Mala Wilschanka          | Мала Вільшанка  | Малая Ольшанка (Malaja Olschanka)    |
| Matjaschiwka             | Матяшівка       | Матяшёвка (Matjaschowka)             |
| Neschtscheriw            | Нещерів         | Нещеров (Neschtscherow)              |
| Perehoniwka              | Перегонівка     | Перегоновка (Peregonowka)            |
| Persche Trawnja          | Перше Травня    | Перше Травня                         |
| Sastuhna                 | Застугна        | Застугна (Sastugna)                  |
| Schewtschenkowe          | Шевченкове      | Шевченково (Schewtschenkowo)         |
| Semeniwka                | Семенівка       | Семёновка (Semjonowka)               |
| Stepok                   | Степок          | Степок                               |
| Tazenky                  | Таценки         | Таценки (Tazenki)                    |

## Einwohnerentwicklung
| 1959  | 1970  | 1979   | 1989   | 2001   | 2010   | 2017   |
| ----- | ----- | ------ | ------ | ------ | ------ | ------ |
| 8.743 | 8.870 | 12.095 | 30.177 | 32.776 | 32.516 | 33.237 |

Quelle:

## Sprache
Sowohl Ukrainisch als auch Russisch werden von der überwiegenden Mehrzahl der Einwohner gesprochen und verstanden.

## Städtepartnerschaften
Im Jahr 2004 wurde  mit dem deutschen Radebeul (Sachsen) eine Städtepartnerschaft abgeschlossen.

## Söhne und Töchter der Stadt
- Nikolai Alexandrowitsch Berdjajew (1874–1948), russischer Philosoph
- Andrij Malyschko (1912–1970), ukrainischer Dichter, Übersetzer, Literaturkritiker und Publizist
- Aljona Savchenko (* 1984), deutsche Eiskunstläuferin

## Sehenswürdigkeiten
- Heimatmuseum
- Andrij Malyschko Museum
- Denkmal für die Opfer der Hungersnot von 1932–1933